# اللغة الجرينلاندية

توزيع اللغة جرينلاندية في العالم

الجرينلاندية هي إحدى اللغات الرسمية المستعملة في جزيرة جرينلاند يبلغ عدد الناطقين بها حوال 50 ألفا وتليها اللغة الدنماركية وتعدّ اللغة الإنجليزية الثالثة.